# Valerius Valens
Aurelius Valerius Valens (? - 317) was een Romeins keizer van begin december 316 tot 1 maart 317. Hij was door Licinius tot medekeizer benoemd.
In de eerste burgeroorlog tussen Licinius en Constantijn de Grote was er op 8 oktober 314 een wapenstilstand gesloten, maar in 316 zag Licinius in dat deze niet lang meer stand zou houden. Begin december dat jaar benoemde hij Valens tot medekeizer om Constantijn duidelijk te maken dat hij het met zijn zwager weer helemaal gehad had.
Valens was eerder dux limitis in Dacia geweest, maar verder weten we zo goed als niets over hem. Dit zal zijn veroorzaakt door het feit dat hij slechts kort keizer was, want na de nederlaag van Licinius bij Campus Ardiensis op 1 maart dwong Constantijn Licinius om Valens af te zetten en te executeren, wat ook gebeurde. Licinius zou in de tweede burgeroorlog met Constantijn dezelfde truc nog een keer proberen (met evenveel succes) door Martinianus als medekeizer te benoemen.